# 迪雅·梅莎
迪雅·梅莎（全名：Dia Mirza Handrich，1981年12月9日—）是印度女演員、模特兒及電影製作人。她曾經參加2000年的印度小姐比賽，雖然未能勝出，但她後來代表印度參加亞太小姐（Miss Asia Pacific）比賽卻得到冠軍。選美比賽後，梅莎主要在寶萊塢發展演藝事業，也會參與社會慈善工作。
2001年，她拍攝了她首套寶萊塢電影《Rehnaa Hai Terre Dil Mein》，和演員賽伊夫·阿里·罕及馬德哈萬合作。該電影並不受歡迎，票房慘淡。梅莎作為演員的事業並沒有好的發展。她已轉移重點成為一位製片人，閒時也會在不同電影如《嘿·貝貝兒！》及《珊蒂別傳》等等客串演出。
梅莎是一名印度及德國混血兒，父親Frank Handrich是一名德國建築師，母親是一名印度孟加拉族人的室內設計師。她父母在梅莎四歲時離婚，九歲時父親去世。2014年4月，她和生意合伙人Sahil Sangha訂婚並在同年10月18日結婚。

## 外部連結
- 迪雅·梅莎在互联网电影资料库（IMDb）上的資料（英文）